# Minna atsumare! Falcom gakuen
Minna atsumare! Falcom gakuen (みんな集まれ！ファルコム学園?, Minna atsumare! Farukomu gakuen, lett. "Tutti si riuniscono! Accademia Falcom") è un manga yonkoma scritto e disegnato da Daisuke Arakubo, serializzato sul Falcom Magazine della Field Y dal 2010. La serie è stata creata per festeggiare il 30º anniversario dell'azienda sviluppatrice di videogiochi Nihon Falcom, ragion per cui essa presenta diversi personaggi dei suoi titoli. Un adattamento anime è stato trasmesso in Giappone tra il 5 gennaio e il 30 marzo 2014. Una seconda stagione, dal titolo Minna atsumare! Falcom gakuen SC, è andata in onda dal 4 gennaio al 29 marzo 2015.

## Trama
Diversi personaggi dei giochi della casa videoludica Nihon Falcom si ritrovano catapultati in un mondo fantasy dall'ambientazione scolastica. La loro non facile interazione genera, di volta in volta, siparietti comici al limite tra paradosso e demenzialità.

## Personaggi
Adol Christin (アドル・クリスティン?, Adoru Kurisutin)
Doppiato da: Yūki Kaji
Dalla serie Ys.
Joshua (ヨシュア?)
Doppiato da: Mitsuki Saiga
Dalla serie Eiyū densetsu VI sora no kiseki.
Estelle (エステル?, Esuteru)
Doppiata da: Akemi Kanda
Dalla serie Eiyū densetsu VI sora no kiseki.
Tio (ティオ?)
Doppiata da: Kaori Mizuhashi
Dalla serie Eiyū densetsu VII.
Dark Fact-sensei (ダルク・ファクト先生?, Daruku Fakuto-sensei)
Doppiato da: Kazuyuki Okitsu
Dalla serie Ys.
Olivier (オリビエ?, Oribie)
Doppiata da: Takehito Koyasu
Dalla serie Eiyū densetsu VI sora no kiseki.
Lloyd (ロイド?, Roido)
Doppiato da: Tetsuya Kakihara
Dalla serie Eiyū densetsu VII.
Tita (ティータ?, Tīta)
Doppiata da: Hiromi Konno
Dalla serie Eiyū densetsu VI sora no kiseki.
Renne (レン?, Ren)
Doppiata da: Kumiko Nishihara
Dalla serie Eiyū densetsu VI sora no kiseki.
Dogi (ドギ?)
Doppiato da: Keisuke Baba
Dalla serie Ys.
Gash (ガッシュ?, Gasshu)
Doppiato da: Takuya Satō
Dalla serie Ys.
Agate (アガット?, Agatto)
Doppiato da: Takayuki Kondō
Dalla serie Eiyū densetsu VI sora no kiseki.
Rappi (ラッピイ?)
Doppiata da: Naomi Shindō
Dalla serie Ys vs. sora no kiseki: Alternative Saga.
Misshii (みっしい?)
Doppiato da: Kanako Kotera
Dalla serie Eiyū densetsu.

## Media

### Manga
La serie di Daisuke Arakubo è serializzata sul Falcom Magazine della Field Y. Il primo volume tankōbon è stato pubblicato il 25 luglio 2012 ed entro il 10 ottobre 2015 ne sono stati messi in vendita quattro in tutto.

#### Volumi
| Nº | Data di prima pubblicazione | Data di prima pubblicazione | Data di prima pubblicazione |
| Nº | Giapponese                  | Giapponese                  |                             |
| -- | --------------------------- | --------------------------- | --------------------------- |
| 1  | 25 luglio 2012              | ISBN 978-489610-245-1       |                             |
| 2  | 26 settembre 2013           | ISBN 978-489610-286-4       |                             |
| 3  | 25 ottobre 2014             | ISBN 978-489610-836-1       |                             |
| 4  | 10 ottobre 2015             | ISBN 978-4-8021-3013-4      |                             |

### Anime
Una serie televisiva anime, coprodotta da chara-ani e Dax Production per la regia di Pippuya, è andata in onda in Giappone dal 5 gennaio al 30 marzo 2014. La sigla di apertura è Go fight del Falcom Sound Team jdk. Una seconda stagione, intitolata Minna atsumare! Falcom gakuen SC (みんな集まれ!ファルコム学園SC?, Minna atsumare! Farukomu gakuen SC), è stata trasmessa un anno più tardi dal 4 gennaio al 29 marzo 2015.